# Didcot
Didcot is een civil parish in het bestuurlijke gebied South Oxfordshire, in het Engelse graafschap Oxfordshire. Het ligt ongeveer 16 km ten zuiden van Oxford. Tot 1974 hoorde het bij het district Berkshire. De plaats telt 24.416 inwoners en kent de hoogste levensverwachting in heel Engeland en Wales. Volgens het Office for National Statistics worden mensen in de wijk Ladygrove in Didcot gemiddeld 86 jaar in goede gezondheid.